# Fußballer des Jahres in den Vereinigten Staaten
Der Titel U.S. Soccer Athlete of the Year wird in den USA alljährlich von der United States Soccer Federation verliehen. Gesponsert wird diese Auszeichnung von dem Automobilhersteller Chevrolet. Seit 1984 wird diese Auszeichnung an einen männlichen Fußballspieler verliehen, seit 1985 auch an einen weiblichen. Erfolgreichste Spielerin ist Abby Wambach mit sechs Auszeichnungen vor Mia Hamm (fünf Auszeichnungen) und bei den Männern Landon Donovan und Christian Pulisic mit je vier Auszeichnungen.
Die US-amerikanischen Fußball-Journalisten zeichnen außerdem seit 1991 jährlich den Honda Player of the Year aus. Dieser Preis geht an einen Spieler der US-Nationalmannschaft. Der Sieger des Awards erhält ein Honda Automobil. Letzterer ist der in Deutschland bekanntere Award, so wird der Sieger im Allgemeinen als Amerikas Fußballer des Jahres bezeichnet. Diesen Titel konnte Landon Donovan bisher siebenmal erhalten. Anlässlich des 10. Jubiläums im Jahr 2000 wurde der Beste Spieler der Dekade geehrt. Gewonnen hat diese Kategorie der Spieler Eric Wynalda.
| Jahr | Honda Player of the Year | U.S. Soccer Male Athlete of the Year | U.S. Soccer Female Athlete of the Year |
| ---- | ------------------------ | ------------------------------------ | -------------------------------------- |
| 1984 |                          | Rick Davis                           |                                        |
| 1985 |                          | Perry Van der Beck                   | Sharon Remer                           |
| 1986 |                          | Paul Caligiuri                       | April Heinrichs                        |
| 1987 |                          | Brent Goulet                         | Carin Jennings-Gabarra                 |
| 1988 |                          | Peter Vermes                         | Joy Biefield                           |
| 1989 |                          | Mike Windischmann                    | April Heinrichs                        |
| 1990 |                          | Tab Ramos                            | Michelle Akers                         |
| 1991 | Hugo Pérez               | Hugo Pérez                           | Michelle Akers                         |
| 1992 | Eric Wynalda             | Marcelo Balboa                       | Carin Jennings-Gabarra                 |
| 1993 | Thomas Dooley            | Thomas Dooley                        | Kristine Lilly                         |
| 1994 | Marcelo Balboa           | Marcelo Balboa                       | Mia Hamm                               |
| 1995 | Alexi Lalas              | Alexi Lalas                          | Mia Hamm                               |
| 1996 | Eric Wynalda             | Eric Wynalda                         | Mia Hamm                               |
| 1997 | Eddie Pope               | Kasey Keller                         | Mia Hamm                               |
| 1998 | Cobi Jones               | Cobi Jones                           | Mia Hamm                               |
| 1999 | Kasey Keller             | Kasey Keller                         | Michelle Akers                         |
| 2000 | Claudio Reyna            | Chris Armas                          | Tiffeny Milbrett                       |
| 2001 | Earnie Stewart           | Earnie Stewart                       | Tiffeny Milbrett                       |
| 2002 | Landon Donovan           | Brad Friedel                         | Shannon MacMillan                      |
| 2003 | Landon Donovan           | Landon Donovan                       | Abby Wambach                           |
| 2004 | Landon Donovan           | Landon Donovan                       | Abby Wambach                           |
| 2005 | Kasey Keller             | Kasey Keller                         | Kristine Lilly                         |
| 2006 | Clint Dempsey            | Oguchi Onyewu                        | Kristine Lilly                         |
| 2007 | Landon Donovan           | Clint Dempsey                        | Abby Wambach                           |
| 2008 | Landon Donovan           | Tim Howard                           | Carli Lloyd                            |
| 2009 | Landon Donovan           | Landon Donovan                       | Hope Solo                              |
| 2010 | Landon Donovan           | Landon Donovan                       | Abby Wambach                           |
| 2011 | Clint Dempsey            | Clint Dempsey                        | Abby Wambach                           |
| 2012 | Clint Dempsey            | Clint Dempsey                        | Alex Morgan                            |
| 2013 | Jozy Altidore            | Jozy Altidore                        | Abby Wambach                           |
| 2014 | Tim Howard               | Tim Howard                           | Lauren Holiday                         |
| 2015 | Michael Bradley          | Michael Bradley                      | Carli Lloyd                            |
| 2016 | Jozy Altidore            | Jozy Altidore                        | Tobin Heath                            |
| 2017 |                          | Christian Pulisic                    | Julie Ertz                             |
| 2018 |                          | Zack Steffen                         | Alex Morgan                            |
| 2019 |                          | Christian Pulisic                    | Julie Ertz                             |
| 2020 |                          | Weston McKennie                      | Samantha Mewis                         |
| 2021 |                          | Christian Pulisic                    | Lindsey Horan                          |
| 2022 |                          | Tyler Adams                          | Sophia Smith                           |
| 2023 |                          | Christian Pulisic                    | Naomi Girma                            |
| 2024 |                          | Antonee Robinson                     | Alyssa Naeher                          |

## Ehrungen in der North American Soccer League 1968 – 1984
In der North American Soccer League gab es formell keinen „Fußballer des Jahres“. Alljährlich wurden aber der wertvollste Spieler der Saison („Most Valuable Player“ – MVP), der beste Neuling („Rookie“) und der beste Trainer ausgezeichnet.
| Jahr | MVP               | Neuling          | Trainer               |
| ---- | ----------------- | ---------------- | --------------------- |
| 1968 | Janusz Kowalik    | Kaizer Motaung   | Phil Woosnam          |
| 1969 | Pepe Fernández    | Pepe Fernández   | János Bédl            |
| 1970 | Carlos Metidieri  | Jim Leeker       | Sal DeRosa            |
| 1971 | Carlos Metidieri  | Randy Horton     | Ron Newman            |
| 1972 | Randy Horton      | Mike Winter      | Kazimierz Frankiewicz |
| 1973 | Warren Archibald  | Kyle Rote, Jr.   | Al Miller             |
| 1974 | Peter Silvester   | Doug McMillan    | John Young            |
| 1975 | Steve David       | Chris Bahr       | John Sewell           |
| 1976 | Pelé              | Steve Pecher     | Eddie Firmani         |
| 1977 | Franz Beckenbauer | Jim McAlister    | Ron Newman            |
| 1978 | Mike Flanagan     | Gary Etherington | Tony Waiters          |
| 1979 | Johan Cruyff      | Larry Hulcer     | Timo Liekoski         |
| 1980 | Roger Davies      | Jeff Durgan      | Alan Hinton           |
| 1981 | Giorgio Chinaglia | Joe Morrone, Jr. | Willy Roy             |
| 1982 | Peter Ward        | Pedro DeBrito    | Johnny Giles          |
| 1983 | Roberto Cabañas   | Gregg Thompson   | Dragan Popovic        |
| 1984 | Steve Zungul      | Roy Wegerle      | Ron Newman            |